# Чарлз Доз
Чарлз Гейтс Доз (англ. Charles Gates Dawes) (27 серпня 1865, Маріетта, штат Огайо — 23 січня 1951, Еванстон, штат Іллінойс) — державний діяч США, підприємець і військовий.

## Життєпис
У 1884 р. закінчив коледж у місті Марієтта штату Огайо графства Вашингтон, а також — юридичний факультет Університету Цинциннаті в 1886 році.
Походив з старовинного роду, в якому було багато політиків і підприємців, його батько був героєм Війни за незалежність, генерал Руфус Доз; його мати — Мері Бема Гейтс. Із часів служби в армії був другом генерала Джона Першинга.
З 1894 співвласник низки нафтових компаній. Керував валютною системою в республіканської адміністрації Вільяма Мак-Кінлі (1898—1901). Надалі, зазнавши невдачі на виборах у сенат, знову зайнявся бізнесом, керував Іллінойською трестовою компанією до 1914.
Учасник Першої світової війни, бригадний генерал.
Був головою міжнародного комітету експертів, вироблені в 1923 — 1924 репараційний план для Німеччини.
У 1925—1929 віцепрезидент США від Республіканської партії при президенті Калвіні Куліджі, причому відносини віцепрезидента і президента були гіршими за всю історію: відразу після обрання Доз відправив Куліджу образливий лист, заявивши, що не буде брати участь у засіданнях уряду, а потім посварився і з сенаторами (за посадою віцепрезидент є головою Сенату). Надалі дві перші особи держави так і не примирилися.
У 1929—1932 посол у Великій Британії.
Доз був композитором-аматором; написана ним у 1911 мелодія в 1950-ті стала популярним шлягером «It's All in the Game».
У 1925 одержав Нобелівську премію миру.